# 크리스토페르 노르드펠트
보 크리스토페르 노르드펠트(Bo Kristoffer Nordfeldt, 1989년 6월 23일, 스웨덴, 스톡홀름 ~ )는 스웨덴의 축구 선수로, 현재 스웨덴 알스벤스칸의 AIK와 스웨덴 축구 국가대표팀의 골키퍼로 활약하고 있다.